# Индийска национална армия
Индийската национална армия (на хинди: आज़ाद हिन्द फ़ौज, транслит. Azad Hind Fauj – Войска на Свободна Индия), съкратено ИНА, е наименованието на въоръжените сили на прояпонското Временно правителство на Свободна Индия, действали под японско командване в Югоизточна Азия по време на Втората световна война през 1942 и 1943 г.
Сформирана е в Сингапур с обявена цел да извоюва независимостта на Индия от британското управление. Временното правителство сключва съюз с Имперска Япония по време на кампанията ѝ в Югоизточния азиатски театър.

## 1942 г.
ИНА е сформирана през 1942 г. под командването на Мохан Сингх от индийски военнопленници от британско-индийската армия, пленени от Япония в малайската кампания и в Сингапур. Военните действия се ръководят от генерал Шах Наваз Хан. Изпратена е на Бирманския фронт, скоро е разбита в бой.
Разформирована е през декември същата година след разногласия между ръководството на ИНА и японските военни по отношение на ролята ѝ във войната на Япония в Азия.

## 1943 г.
Отново е сформирана под командването на подполковник Мохаммад Киани през февруари 1943 г. Неин върховен главнокомандващ става министър-председателят Субхас Чандра Босе след пристигането му през юли 1943 г. Обявена е за войска на Временното правителство на Свободна Индия. Привлича бивши затворници и хиляди цивилни доброволци от индийското емигрантско население в Малая (Южна Малака) и Бирма. Към онзи момент личният състав наброява ок. 12 000 бойци. От тях е сформирана дивизия в състав от 4 полка. По други данни численността ѝ достига 43 000 души.
ИНА се бори заедно с имперската японска армия срещу силите на Общността на нациите в кампаниите в Бирма, при Импхал и Кохима, а по-късно и срещу съюзническото превземане на Бирма.